# Plodnost
Plodnost ili fertilitet sposobnost je jedinki ili populacije, da imaju potomke. U poljoprivredi, plodnost je sposobnost tla, da podrži rast biljaka, jer sadrži dovoljno minerala i hranjivih tvari. Plodnost se može koristiti i kao metafora: npr. "pasti na plodno tlo" ili "uroditi plodom".
Kao mjera, stopa fertiliteta broj je rođene djece po osobi, paru ili populaciji. Time se iskazuje plodnost i definira potencijal za reprodukciju. Neplodnost je manjkava plodnost.
Ljudska plodnost ovisi o čimbenicima prehrane, seksualnom ponašanju, kulturi, instinktu, endokrinologiji, vremenu, ekonomiji, načinu života i emocijama. Plodnost životinja obično nije ništa manje složena, a može prikazati zapanjujuće mehanizme.

## Plodnost i dob žena
Plodnost žena ovisi o dobi. Najveća je u dobi između 22. i 26. godine, a nakon 35. godine počinje padati.
Prema istraživanju francuskog epidemiologa dr. sc. Henri Leridona, dobiveni su sljedeći podaci o plodnosti žena:
- U dobi od 30 godina
  - 75% žena začet će trudnoće što je rezultiralo uživo rođenje u razdoblju od godine dana (ako pokušavaju)
  - 91% žena začet će trudnoće što je rezultiralo uživo rođenje u   razdoblju od četiri godine
- U dobi od 35 godina
  - 66% žena začet će trudnoće što je rezultiralo uživo rođenje u razdoblju od godine dana
  - 84% žena začet će trudnoće što je rezultiralo uživo rođenje u   razdoblju od četiri godine
- U dobi od 40 godina
  - 44% žena začet će trudnoće što je rezultiralo uživo rođenje u razdoblju od godine dana
  - 64% žena začet će trudnoće što je rezultiralo uživo rođenje u   razdoblju od četiri godine .[1]